# السنة الدولية للسلام

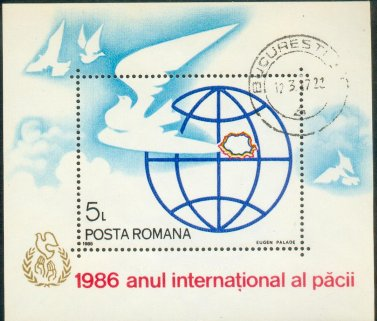
السنة الدولية للاسلام

السنة الدولية للسلام هي سنة يخلدها العالم للسلام تم اقتراحها لأول مرة خلال مؤتمر الأمم المتحدة في نوفمبر 1981 من قبل المجلس الاقتصادي والاجتماعي التابع للأمم المتحدة، مع تاريخ مرتبط بالذكرى الأربعين لتأسيس الأمم المتحدة. وتم الاعتراف بها من قبل الأمم المتحدة في عام 1986.
خلال المؤتمر الخامس والعشرين عام 1986، اعترف الصليب الأحمر بالسنة الدولية للسلام. حيث أكد الصليب الأحمر في قراره السابع والعشرين لذلك المؤتمر، على هدفه «منع المعاناة البشرية وتخفيفها وحماية الحياة والصحة وتعزيز السلام الدائم والتعاون الدولي.»